# تنها نیستی (ترانه آرام ام‌پی۳)
"تنها نیستی" (انگلیسی: Not Alone) ترانه‌ای از هنرمند ارمنستانی آرام ام‌پی۳ است. این ترانه نماینده ارمنستان در مسابقه آواز یوروویژن ۲۰۱۴ بود.